# Янссен, Шефке
Шеф (Шефке) Янссен (нидерл. Sjef (Sjefke) Janssen, 28 октября 1919, Элслоо, Нидерланды — 3 декабря 2014, там же) — нидерландский велогонщик, бронзовый призёр чемпионата мира по шоссейным велогонкам (1947).

## Спортивная карьера
Был профессиональным гонщиком с 1946 по 1954 гг. В 1947 по 1949 гг. был чемпионом Голландии по шоссейным гонкам среди профессионалов, до этого выигрывал любительский титул в 1944 г. На чемпионате мира по шоссейным велогонкам 1947 в Реймсе завоевал бронзовую медаль.
Дважды (1947 и 1948) участвовал в Тур де Франс. В 1947 г. занял 32-е место, в 1948 г. - 36-е.
По окончании спортивной карьеры работал спортивным директором и возглавлял магазин по продаже велосипедов в своем родном городе Элслоо. Также работал в качестве консультанта, например, в тестовой команде WielerTourClubs и «Triple T Teams».
Был отцом Шефке Янссена-младшего, тренера и супруга многократной олимпийской чемпионки Анки ван Грюнсвен.

## Клубы и достижения
- 1944 г. — чемпион Нидерландов на отдельных дистанциях
- 1946 г. — Bloc Centauro
- 1947 — Magneet

Чемпиона Нидерландов по шоссейным гонкам
Бронзовый призёр чемпионата Европы пр шоссейным гонкам
32-е место в Тур де Франс
- 1948 — Magneet, Garin-Wolber

36-е место в Тур де Франс
- 1949 — Magneet

Чемпион Нидерландов по шоссейным гонкам
5-е место в Туре Люксембурга
- 1950 — RIH, Terrot, Magneet

Победитель второго этапа в Гонке Саара
Бронзовый призёр чемпионата Нидерландов по шоссейным гонкам
- 1951 — Ceylon, Prisma
- 1952 — Express, Venz
- 1953 — Locomotief

8-е место в велогонке Züri-Metzgete
- 1954 — Locomotief